# Толстянка Купера
Толстянка Купера (лат. Crassula cooperi) — вид суккулентных растений рода Толстянка (Crassula) семейства Толстянковые (Crassulaceae), естественно произрастающий на территории Зимбабве и Капской провинции Южно-Африканской Республики.

## Название
Родовое латинское название Crassula происходит от латинского слова crassus, — «толстый», в основном из-за присутствия у растений этого рода сочных листьев.
Видовой латинский эпитет cooperi дан в честь английского ботаника Томаса Купера (1815–1913).

## Описание
Многолетнее суккулентное травянистое растение представляет собой полукустарник с многочисленными стеблями, образующими пучки, на вертикальном древесном подвое. Длина стеблей достигает до 15 см, они восходящие, тонкие, травянистые, шиповатые, с беловатыми раскидистыми волосками до 1 мм в длину. Листья скучены к основанию стеблей, формируя подушки, и разбросаны кверху; нижние листья имеют размеры до 2,6 х 0,25 см и лопатчато-ланцетную форму, в то время как средние и верхние листья имеют размеры 0,8-1,3 см и эллиптически-ланцетную форму. Листья мясистые, бледно-зеленые с темными пятнами на листовой пластинке и реснитчатым краем.
Цветки представлены на коротких цветоножках в малочисленных кистях. Чашелистики острые с реснитчатым краем. Лепестки яйцевидно-ланцетные, острые, с короткой, острой, гладкой мукро ниже вершины, звездчато-раскидистые и гладкие. Пыльники имеют длину 0,25-0,4 мм и представлены от суборбикулярных до почти продолговатых. Листовки длиной примерно 1,5 мм, гладкие, суженные на конце.

## Таксономия

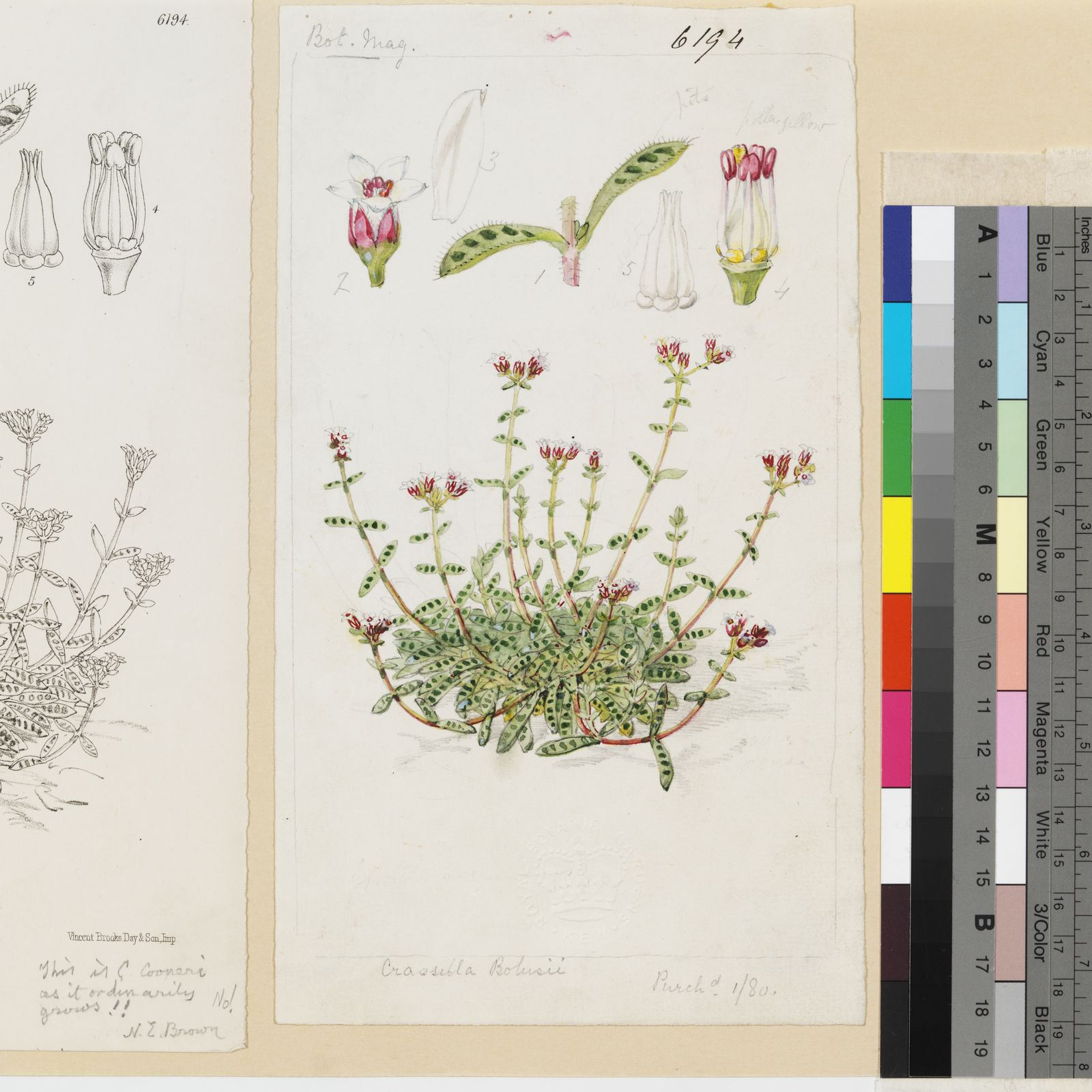
Ботаническая иллюстрация, сделанная для ботанического журнала Curtis’s Botanical Magazine.

Crassula cooperi Regel, первое упоминание в Gartenflora 23: 36 (1874).

### Синонимы
Гомотипные (основанные на одном и том же номенклатурном типе):
- Crassula exilis subsp. cooperi (Regel) Toelken (1975)
- Sedum regelii Kuntze (1898)

### Разновидности
Подтверждённые разновидности по данным сайта Plants of the World Online на 2024 год:
- Crassula cooperi var. cooperi
- Crassula cooperi var. subnodulosa R.Fern.